# 다이아뎀

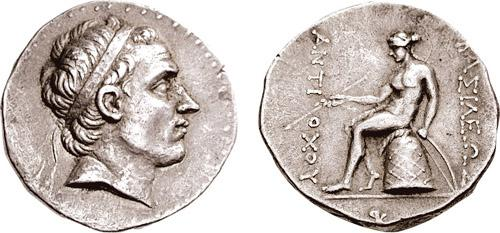
셀레우코스 제국의 안티오코스 3세 메가스가 다이아뎀을 착용하고 있다. 옆의 그리스어는 "안티오코스 왕(ΒΑΣΙΛΕΩΣ ΑΝΤΙΟΧΟΥ)"라 적혀있다.

다이아뎀(diadem)은 여러 장식이 달린 머리띠 형태의 왕관이다.

## 어원
'다이아뎀(diadem)'은 머리띠나 필릿을 의미하는 그리스어 단어 '디아데마(διάδημα)'에서 왔는데, 이 단어는 둘러메다는 뜻의 어근 '디아데오(διαδέω)'에서 유래한다.

## 갤러리

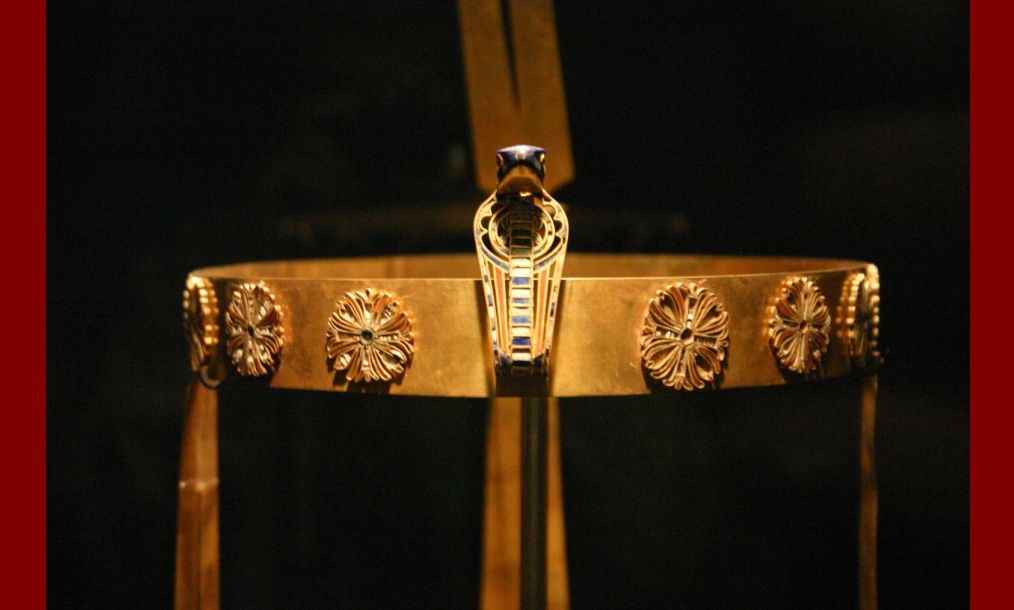
이집트 제12왕조의 공주 싯하토르이우네트의 무덤에서 발굴된 다이아뎀
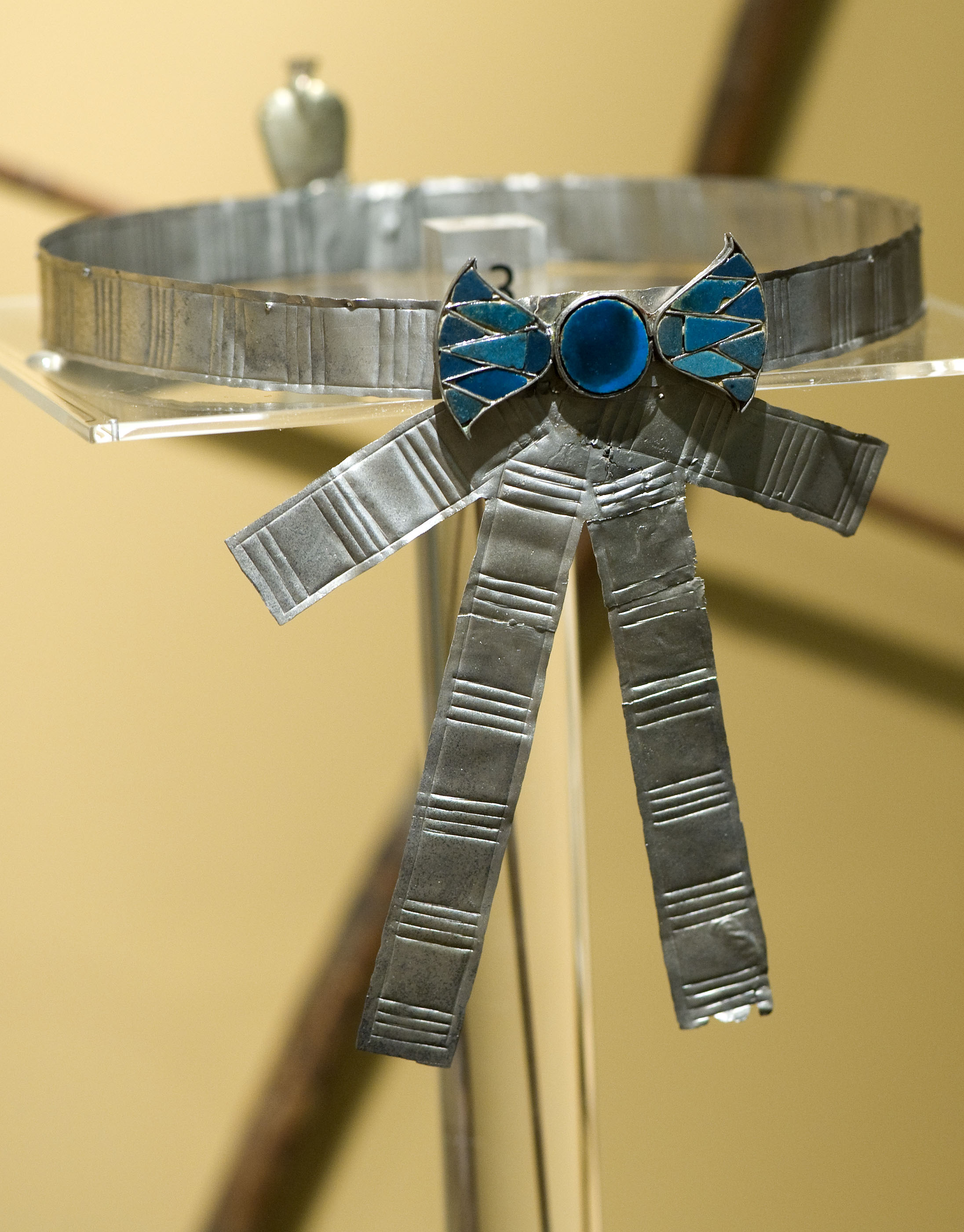
이집트 제17왕조의 다이아뎀
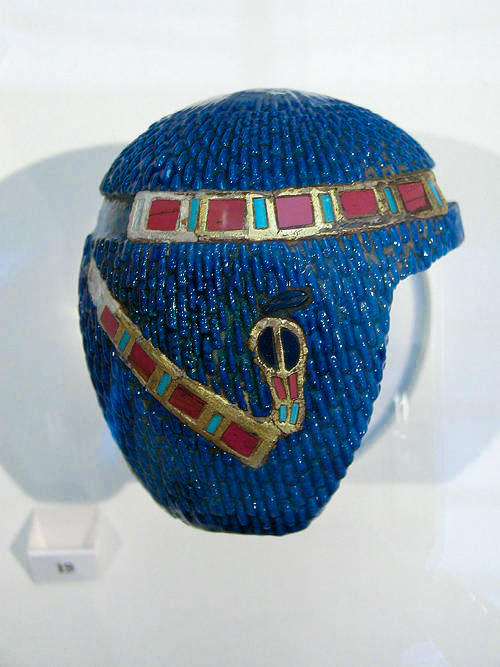
이집트 제19왕조의 다이에담
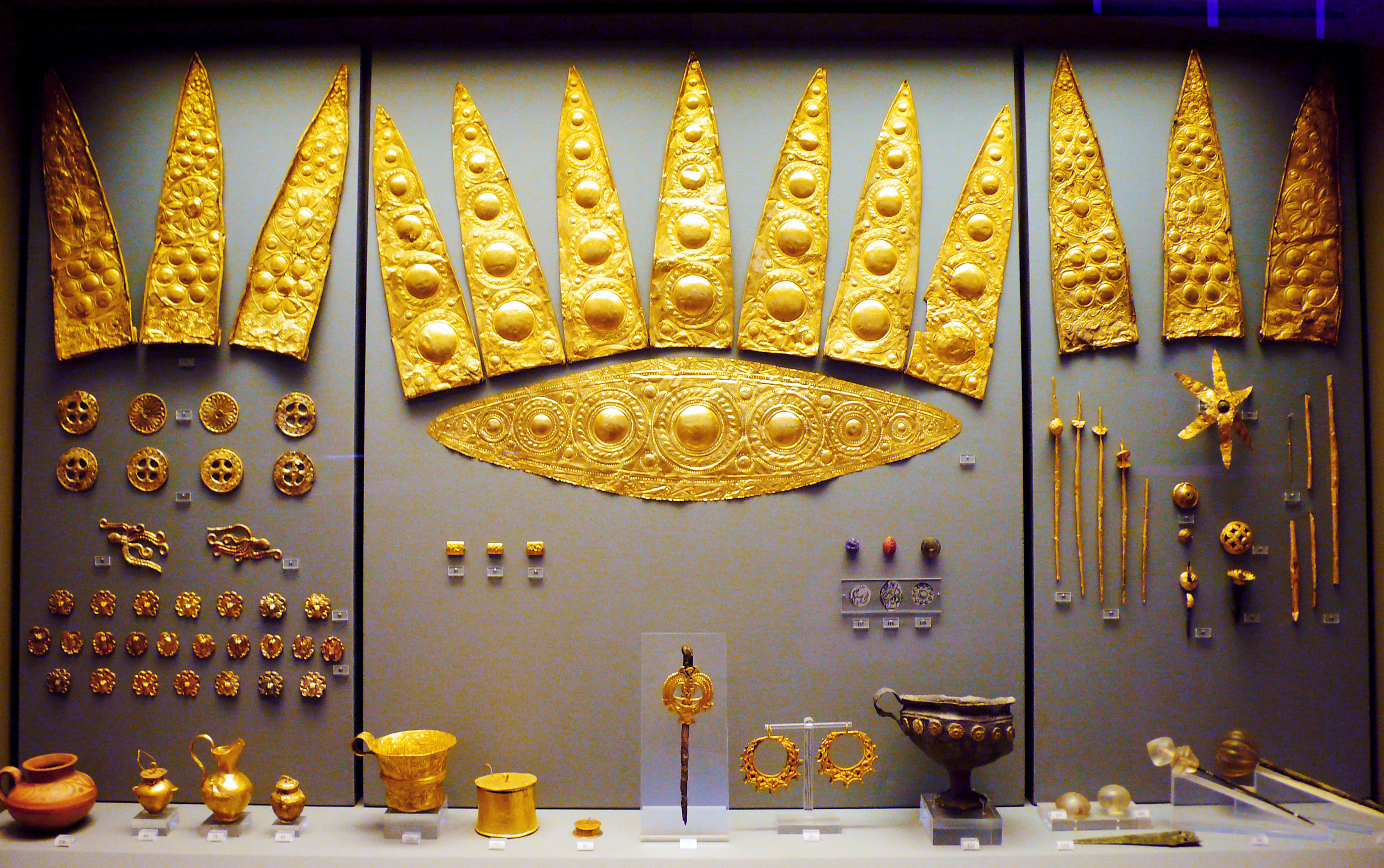
기원전 16세기 미케네의 다이아뎀
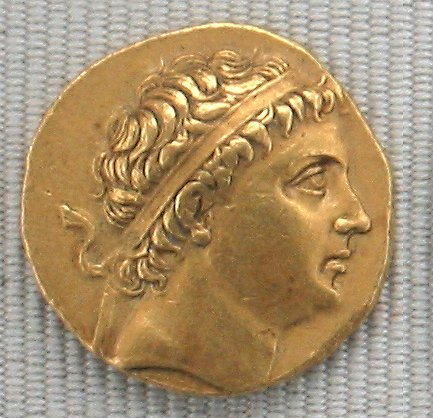
디아데마를 착용한 박트리아의 디오도토스 1세 소테르. 당시 헬레니즘 문명에서는 왕권을 나타내기 위해 디아데마 뒤에 흰 매듭을 매었다.
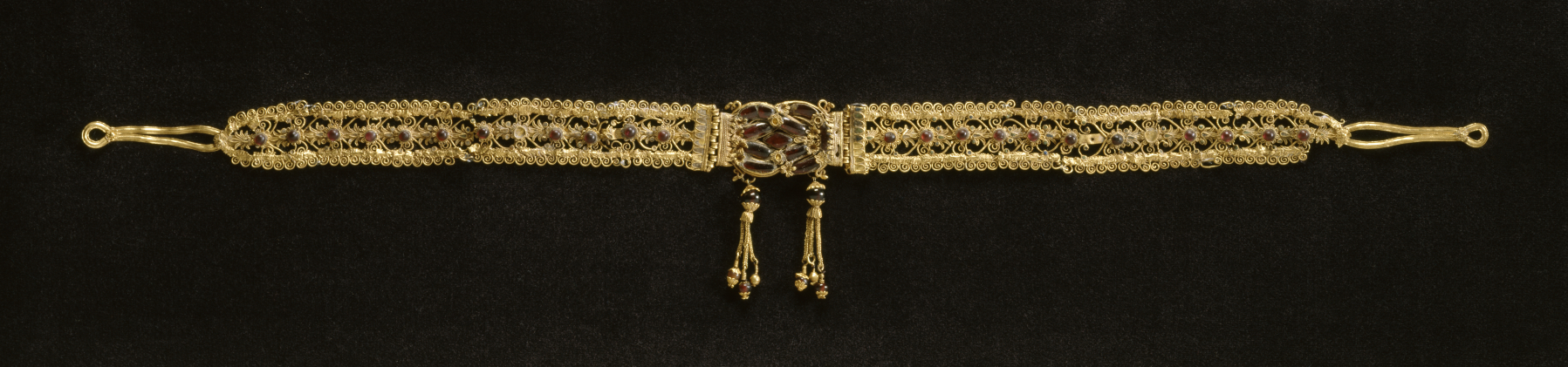
기원전 3~2세기경의 다이아뎀
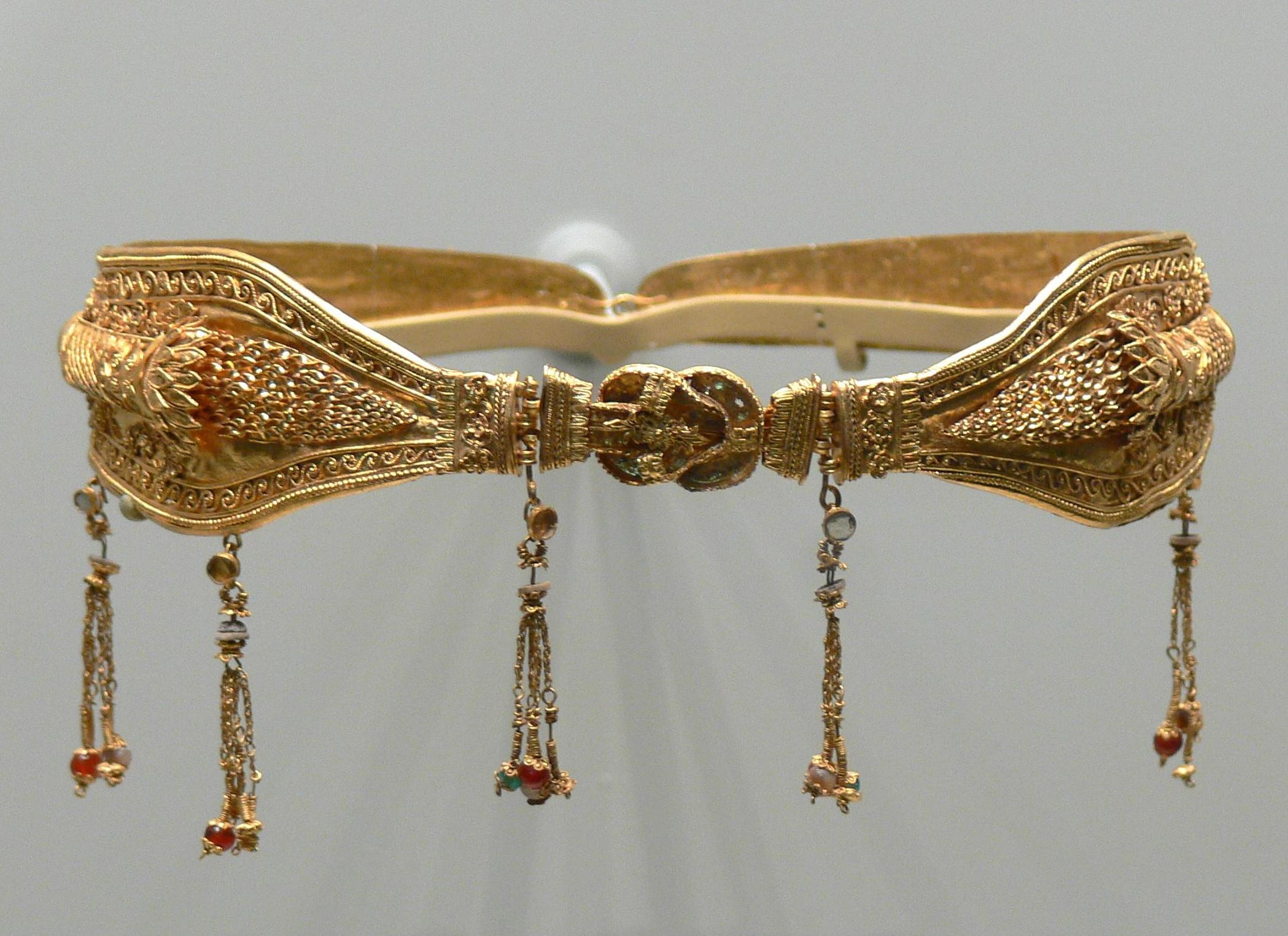
알렉산드리아에서 제작된 것으로 추정되는 다이아뎀. 프톨레마이오스 왕국의 귀족 여인이 착용한 것이다.
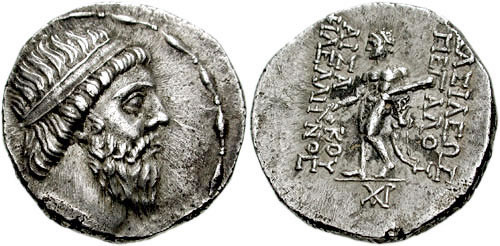
다이아뎀을 착용한 미트리다테스 1세가 양각된 드라크마 주화.
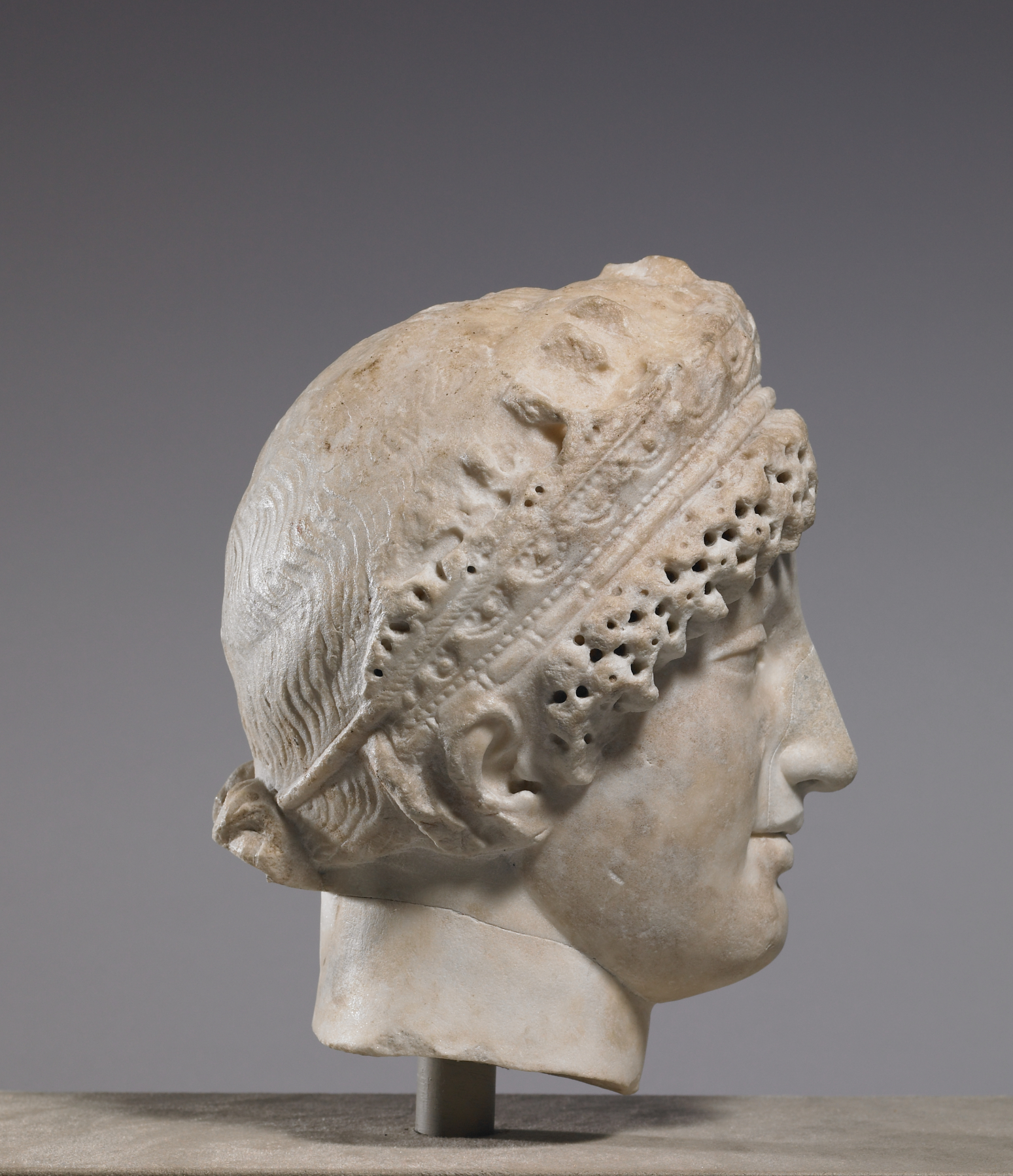
다이아뎀을 착용한 여인의 두상. 기원전 1세기~기원후 1세기
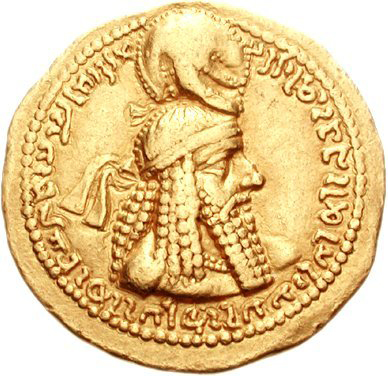
다이아뎀을 착용한 사산 제국의 아르다시르 1세가 양각된 주화.
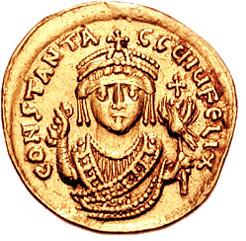
비잔티움 제국의 황제가 다이아뎀을 착용한 모습이 양각된 주화. 기원후 4세기 이후.
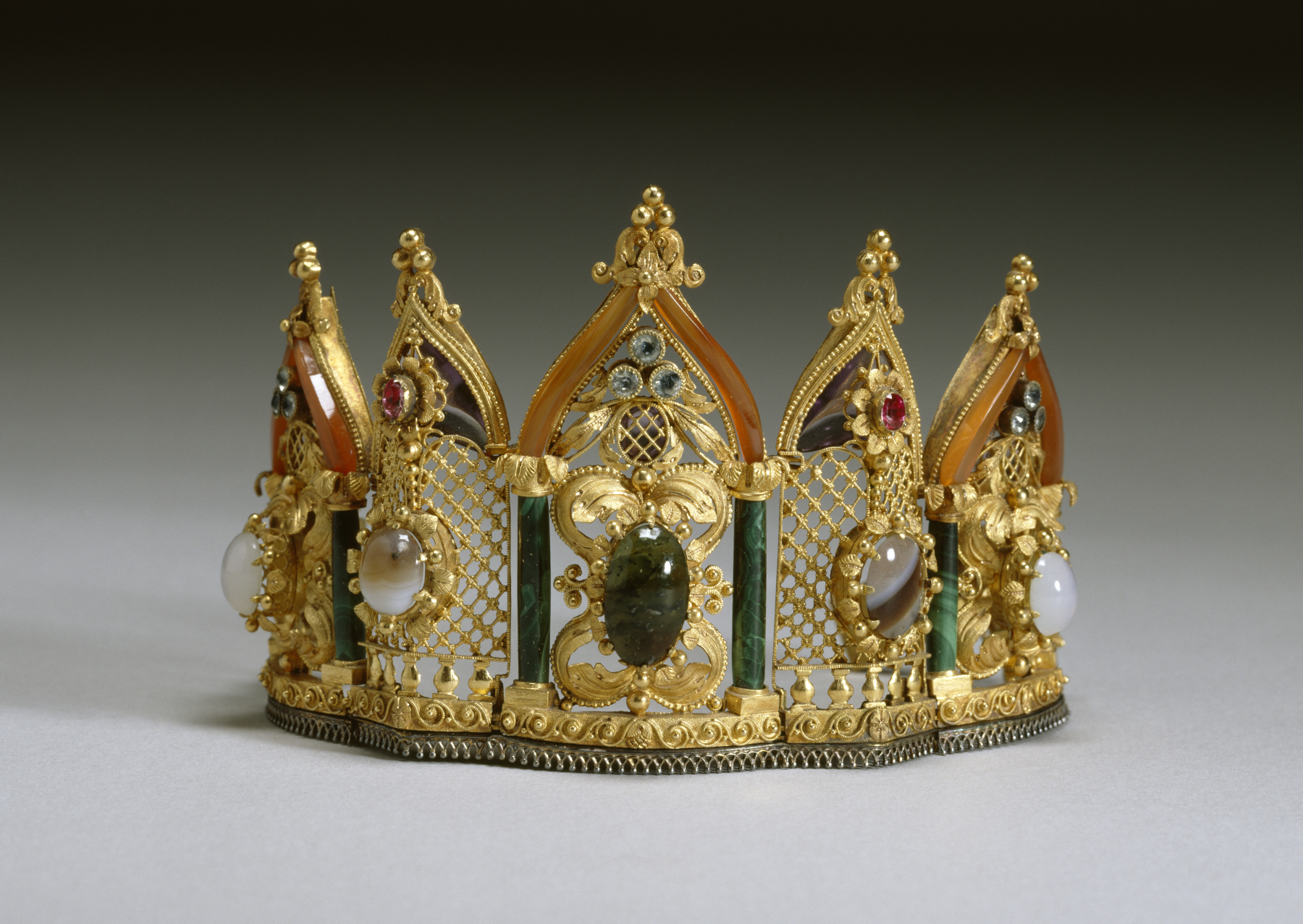
다이아뎀을 기초로 1870년경에 제작된 왕관.

## 같이 보기
- 시민관
- 왕관